# Torna (keresztnév)
A Torna régi magyar személynév, helységnévből ered, így a jelentése tornai.

## Gyakorisága
Az 1990-es években szórványos név, a 2000-es években nem szerepel a 100 leggyakoribb férfinév között.

## Névnapok
Ajánlott névnap
- március 26.[2]